# Стримтура (Марамуреш)
Стримтура (рум. Strâmtura) — село у повіті Марамуреш в Румунії. Адміністративний центр комуни Стримтура.
Село розташоване на відстані 400 км на північ від Бухареста, 43 км на схід від Бая-Маре, 118 км на північ від Клуж-Напоки.

## Населення
За даними перепису населення 2002 року у селі проживали 2932 особи, з них 2931 особа (> 99,9%) румунів. Рідною мовою 2931 особа (> 99,9%) назвала румунську.